# A Promise
«A Promise» — сингл британського, пост-панк-гурту, Echo & the Bunnymen, був випущений 10 липня 1981, року, на лейблах, Korova Records, Warner Music Group, в британських чартах, протримався 4 тижні, досягнувши 49-го, місця.

## Список композицій
UK 7" release (Korova KOW 15)
1. "A Promise" – 3:30
2. "Broke My Neck" (live) – 4:36

UK 12" release (Korova KOW 15T)
1. "A Promise" – 3:55
2. "Broke My Neck" (long version) – 7:11

Belgian 7" release (WEA 18.836)
1. "A Promise" – 3:30
2. "Do It Clean" – 2:45
3. "Broke My Neck" (live) – 4:36